# Dou
Dou – naczynie do przechowywania żywności używane w starożytnych Chinach. Miało kształt misy w kształcie półkuli, z dwoma uchwytami po boku i nóżką, z również półkolistą przykrywką.
Pierwsze dou, ceramiczne, pojawiły się w okresie chińskiego neolitu (ok. 5000-2000 p.n.e.). Na szeroką skalę używano ich w okresie panowania dynastii Shang i Zhou; wykonywano je wówczas z brązu i bogato zdobiono.